# Diable
Diable (zapis stylizowany: D I A B L E) – piąty singel polskiego piosenkarza Dawida Podsiadły z jego czwartego albumu studyjnego, zatytułowanego Lata dwudzieste. Singel został wydany 13 września 2023.
Kompozycja znalazła się na 8. miejscu listy OLiA, najczęściej odtwarzanych utworów w polskich rozgłośniach radiowych. Nagranie otrzymało w Polsce status platynowego singla, przekraczając liczbę 50 tysięcy sprzedanych kopii.

## Geneza utworu i historia wydania
Utwór został napisany i skomponowany przez Dawida Podsiadło i Jakuba Galińskiego, który również odpowiada za produkcję piosenki.
Singel został umieszczony na czwartym albumie studyjnym Podsiadły – Lata dwudzieste.

## „Diable” w stacjach radiowych
Nagranie było notowane na 8. miejscu w zestawieniu OLiA, najczęściej odtwarzanych utworów w polskich rozgłośniach radiowych.

## Notowania

### Pozycje na listach sprzedaży
| Kraj   | Lista (2022–23)          | Najwyższa pozycja |
| ------ | ------------------------ | ----------------- |
| Polska | Billboard Poland Songs   | 10                |
| Polska | OLiS – single w streamie | 64                |

### Pozycja na liście airplay
| Kraj   | Lista (2023)                   | Najwyższa pozycja |
| ------ | ------------------------------ | ----------------- |
| Polska | OLiS – oficjalna lista airplay | 8                 |

## Certyfikaty
| Kraj          | Certyfikat      | Sprzedaż |
| ------------- | --------------- | -------- |
| Polska (ZPAV) | platynowa płyta | 50 000+  |

## Wyróżnienia
| Rok  | Konkurs                  | Kategoria                   | Rezultat    |
| ---- | ------------------------ | --------------------------- | ----------- |
| 2023 | Gorąca 100               | 100 największych hitów 2023 | 74. miejsce |
| 2023 | Przebój roku RMF FM 2023 | Przebój roku                | 30. miejsce |